# Aase Halstvedt
Aase Halstvedt (23 juni 1931) is een schaatsster uit Noorwegen.

## Resultaten

### Wereldkampioenschappen
| Jaar | Jaar     | Plaats    | Resultaten | Resultaten                               |
| ---- | -------- | --------- | ---------- | ---------------------------------------- |
| 1949 | Allround | Kongsberg | - Allround | 18e 500 m 17e 1000 m 16e 3000 m - 5000 m |

### Noorse kampioenschappen
| Jaar | Resultaten       | Resultaten                              |
| ---- | ---------------- | --------------------------------------- |
| 1949 | 6e Allround      | 5e 500 m 7e 1000 m 5e 1500 m 10e 3000 m |
| 1950 | Allround         | 4e 500 m 6e 1000 m 4e 1500 m 3e 3000 m  |
| 1951 | 4e Allround      | 7e 500 m 6e 1000 m 4e 1500 m 5e 3000 m  |
| 1952 | Niet deelgenomen | Niet deelgenomen                        |
| 1953 | 7e Allround      | 8e 500 m 7e 1000 m 7e 1500 m 5e 3000 m  |

## Persoonlijke records
| Afstand    | Tijd    | Datum            | Baan   |
| ---------- | ------- | ---------------- | ------ |
| 500 meter  | 54,50   | 14 februari 1953 | Horten |
| 1000 meter | 1.53,60 | 14 februari 1953 | Horten |
| 1500 meter | 2.56,90 | 25 februari 1950 | Gjøvik |
| 3000 meter | 6.09,00 | 25 februari 1950 | Gjøvik |